# Championnats panaméricains de cyclisme sur route de 2025
Navigation
2024 2026
Les Championnats panaméricains de cyclisme sur route sont les championnats continentaux annuels de cyclisme sur route pour les pays membres de la Confédération panaméricaine de cyclisme. Ils sont organisés à Punta del Este en Uruguay du 23 au 27 avril 2025. C'est la deuxième fois - après l'édition 2008 à Montevideo - que l'Uruguay accueille ces championnats.

## Parcours
Toutes les compétitions se déroulent sur la Rambla Batlle Pacheco (es), une route côtière sur l'Océan Atlantique, où le tracé entre le centre-ville et le quartier de San Lorenzo-El Placer est parcouru dans les deux sens. Le circuit de 12,4 km est parcouru plusieurs fois selon les épreuves.

## Podiums masculins
| Élites           |                     |                     |                   |
| Course en ligne  | Álvaro Hodeg        | Sebastián Brenes    | Jason Huertas     |
| Contre-la-montre | Walter Vargas       | Rodrigo Contreras   | Diego Mendes      |
| Espoirs          |                     |                     |                   |
| Course en ligne  | Jonathan Guatibonza | Cristian Vélez      | Ciro Pérez        |
| Contre-la-montre | Mateo Kalejman      | Juan Diego Quintero | Freddy Avila      |
| Juniors          |                     |                     |                   |
| Course en ligne  | Leonardo León       | Mario Sánchez Navia | Raimundo Carvajal |
| Contre-la-montre | Jerónimo Calderón   | José Manuel Posada  | Luciano Carrizo   |

## Podiums féminins
| Élites           |                 |                    |                 |
| Course en ligne  | Juliana Londoño | Skylar Schneider   | Teniel Campbell |
| Contre-la-montre | Ruth Edwards    | Emily Ehrlich      | Teniel Campbell |
| Juniors          |                 |                    |                 |
| Course en ligne  | Luciana Osorio  | Yalecsa Marín      | Guadalupe Díaz  |
| Contre-la-montre | Luciana Osorio  | Estefania Castillo | Marlén Rojas    |

## Tableau des médailles
| Rang  | Nation            | Or | Argent | Bronze | Total |
| ----- | ----------------- | -- | ------ | ------ | ----- |
| 1     | Colombie          | 7  | 6      | 1      | 14    |
| 2     | États-Unis        | 1  | 2      | 0      | 3     |
| 3     | Argentine         | 1  | 0      | 1      | 2     |
| 4     | Mexique           | 1  | 0      | 0      | 1     |
| 5     | Costa Rica        | 0  | 1      | 1      | 2     |
| 6     | Bolivie           | 0  | 1      | 0      | 1     |
| 7     | Chili             | 0  | 0      | 3      | 3     |
| 8     | Trinité-et-Tobago | 0  | 0      | 2      | 2     |
| 9     | Brésil            | 0  | 0      | 1      | 1     |
| 9     | Uruguay           | 0  | 0      | 1      | 1     |
| Total | Total             | 10 | 10     | 10     | 30    |